# Karl Hall
Karl Hall (Bradford, 4 luglio 1988) è un calciatore seychellese, centrocampista del St. Michel United.

## Carriera

### Club
Ha iniziato la carriera in patria nel St. Michel, per poi giocare in Inghilterra con l'Albion Sports tra la nona e la decima serie del campionato.

### Nazionale
Ha esordito in Nazionale nel 2011.